# スタディオン・ウーデステイン
スタディオン・ウーデステイン（Stadion Woudestein）は、オランダ・南ホラント州ロッテルダムにあるサッカー専用スタジアム。SBVエクセルシオールのホームスタジアムである。
2017年10月1日、スタジアムの命名権を10年契約で獲得した国内の物流会社ファン・ドンヘ&デ・ローによってファン・ドンヘ&デ・ロー・スタディオン（Van Donge & De Roo Stadion）へと改名された。

## 概要
1902年にサッカークラブのSBVエクセルシオール設立とともにこのスタジアムは開場した。開場当初は競馬場との併用がなされていたが、競馬の衰退とともにサッカー専用スタジアムへと変化していった。2004年、2つの新たなスタンド開設に伴い、それまで使用されていたスタディオン・スタッド・ロッテルダム・フェルゼケリンゲン（Stadion Stad Rotterdam Verzekeringen）から現在のスタディオン・ウーデステイン（Stadion Woudestein）へとスタジアムの名称が改名された。
2010年10月14日、1997年から2年間SBVエクセルシオールの下部組織に在籍していたロビン・ファン・ペルシの名前がスタジアムの南スタンドに刻まれた。
2020年5月20日、クラブの代表取締役フェリー・デ・ハーン氏の発表によると、2022年半ばからホテルやジムを併設したビルをスタジアムに隣接させる計画が明かされた。

## ギャラリー

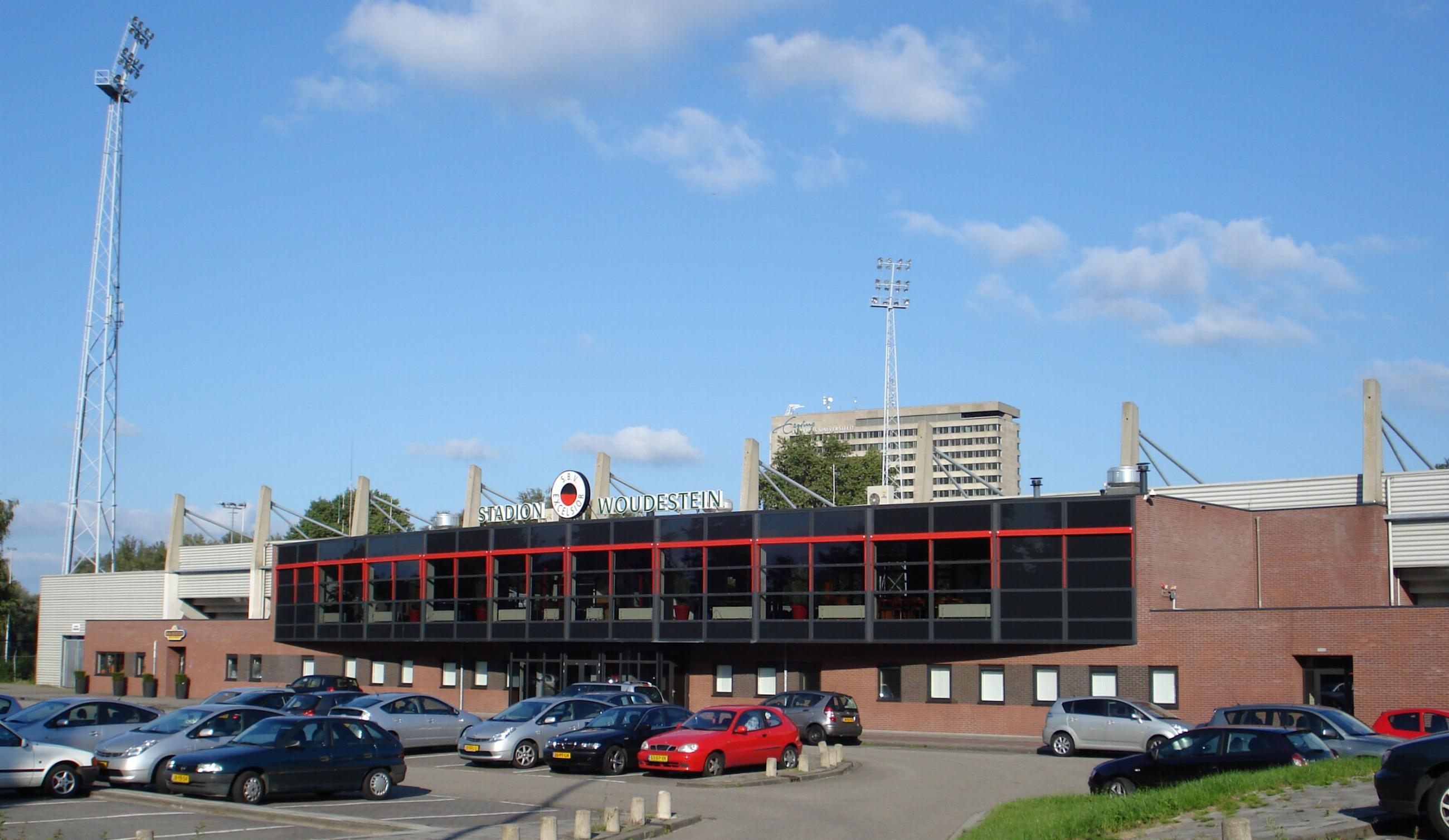
正面玄関
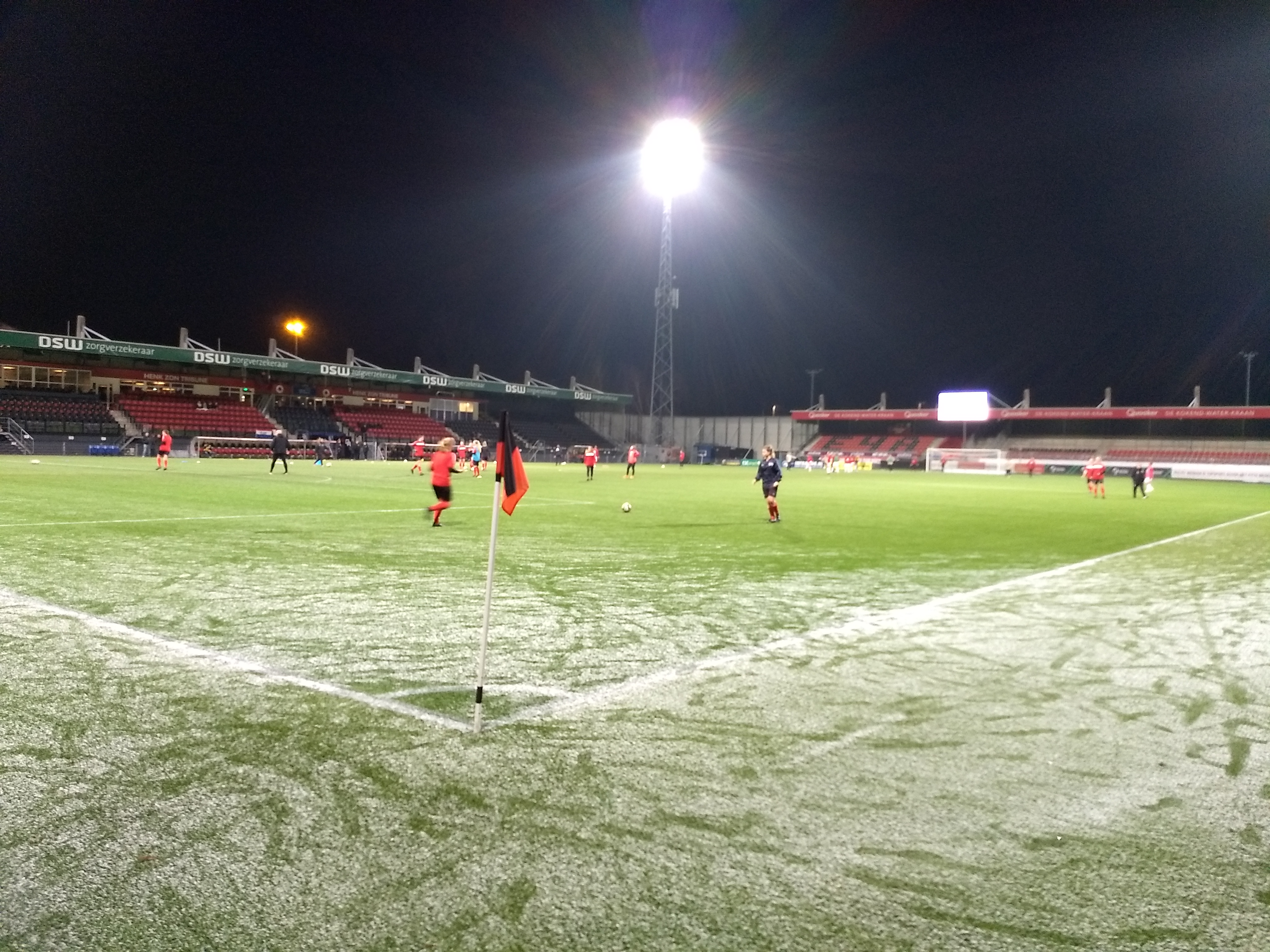
ピッチコーナー
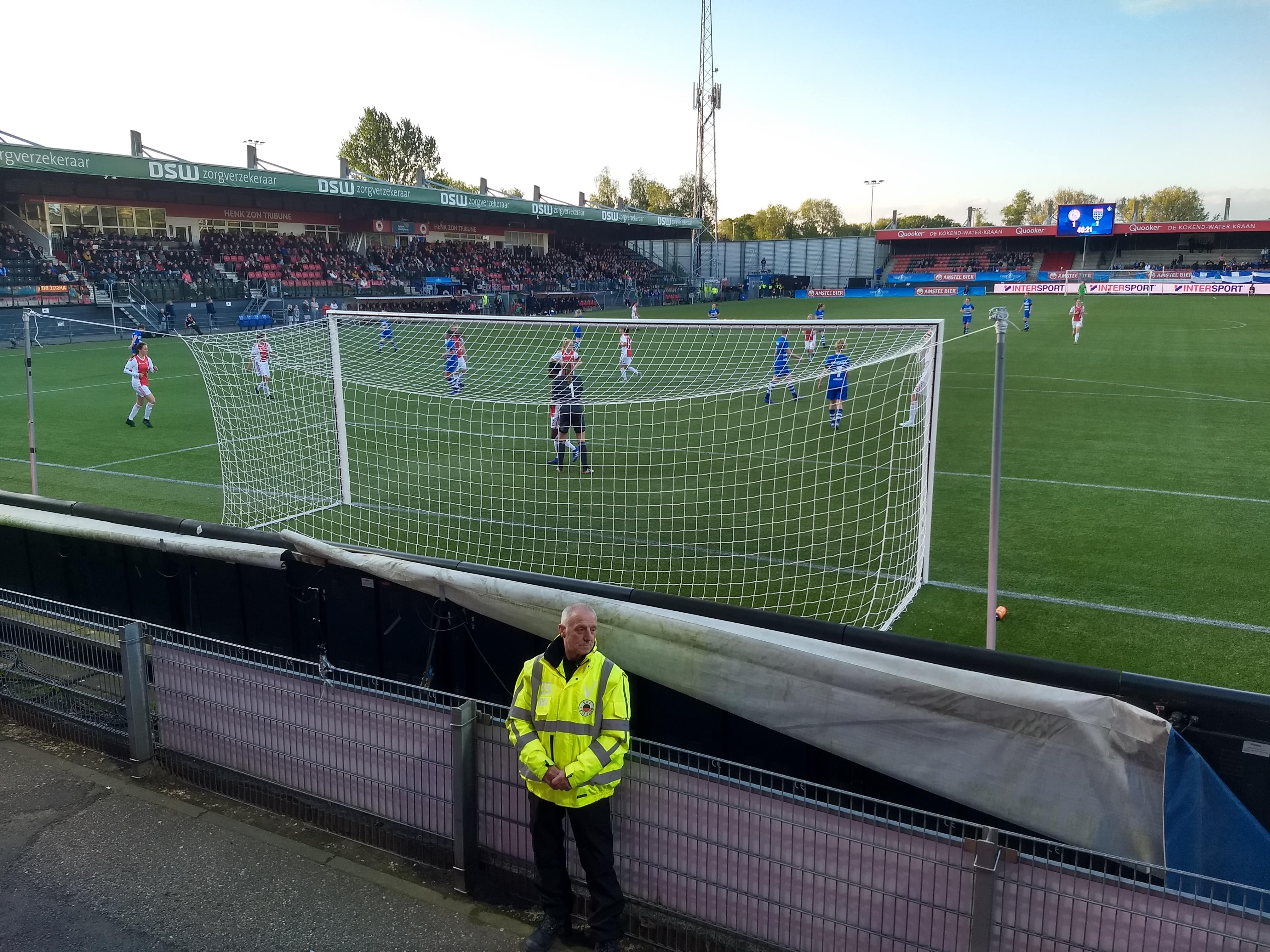
ゴール裏